# Charles Wyndham (3e baron Leconfield)
Charles Henry Wyndham, 3e baron Leconfield (17 février 1872 - 16 avril 1952) est un pair britannique, officier de l'armée et personnalité politique. Il succède à son père comme troisième baron Leconfield en 1901.

## Famille
Wyndham est né dans le domaine familial, Petworth House, dans le Sussex. Descendant direct de John Wyndham (1558-1645) (en), il est le deuxième mais aîné des fils survivants de Henry Wyndham (2e baron Leconfield), et de Constance Evelyn Primrose, fille d'Archibald Primrose (Lord Dalmeny). Son grand-père, le premier baron Leconfield, est l'héritier adoptif de George Wyndham (3e comte d'Egremont), dont la famille tire sa richesse considérable. 

## Carrière militaire
Il sert dans les 1st Life Guards de 1892 à 1898 et il est nommé lieutenant de la réserve le 27 janvier 1900. En 1901, pendant la seconde guerre des Boers, il devient le commandant du Sussex Yeomanry nouvellement formé (à l'origine levé à Petworth par le 3e comte d'Egremont) .
Pendant la Première Guerre mondiale il rejoint les 1st Life Guards et commande les Royal Sussex Volunteers de 1917 à 1918. Pendant la Seconde Guerre mondiale, il est nommé colonel honoraire du 5e bataillon du Border Regiment, et du 98th Surrey and Sussex Yeomanry. Il sert comme lord-lieutenant du Sussex entre 1917 et 1949.

## Propriétés
Lord Leconfield hérite du siège de la famille, Petworth House, ainsi que d'importantes terres dans le Cumberland, notamment le château de Cockermouth et Scafell Pike. En 1919, il place Scafell Pike - le plus haut sommet d'Angleterre - sous la garde du National Trust en l'honneur des soldats du Lake District qui ont servi pendant la Première Guerre mondiale.
Lord Leconfield a également ouvert au public les salles d'apparat de Petworth House, la merveille du XVIIe siècle aux œuvres d'art considérables. En 1947, il donne Petworth et son parc de 735 acres au National Trust.

## Carrière
Lord Leconfield épouse Beatrice Violet Rawson, fille du colonel Richard Hamilton Rawson, en 1911. Wyndham a deux enfants adoptés, Peter et Elizabeth Geraldine Wyndham (née Betty Seymour).
Il est un sportif accompli, un maître des foxhounds, et est président du Marylebone Cricket Club pour la saison 1927–1928. Il est également président du club Pratt à Londres.
Il est décédé en avril 1952, à l'âge de 80 ans, des suites d'une longue maladie. Wyndham est remplacé dans la baronnie par son jeune frère Hugh (1877–1963) car son fils adoptif Peter ne peut pas hériter des titres et des domaines de son père adoptif.
Sa fille adoptive Elizabeth Wyndham est une mondaine et fonctionnaire, née le 15 décembre 1922. Elle est décédée le 13 mai 2008, âgée de 85 ans à Chalfont St Giles, Buckinghamshire. En tant que polyglotte accomplie, pendant la Seconde Guerre mondiale, elle travaille comme linguiste dans le département britannique de codage de Bletchley Park .